# Canon de marine de 4,7 pouces BL Mk I & II
Le canon de marine de 4,7 pouces BL de calibre 45 était en réalité un canon métrique de 120 mm. C'était un canon de marine britannique avec une vitesse de bouche moyenne introduit en 1918 pour les destroyers, destiné à contrer une nouvelle génération de destroyers lourdement armés que l'Allemagne allait développer.

## Description et historique

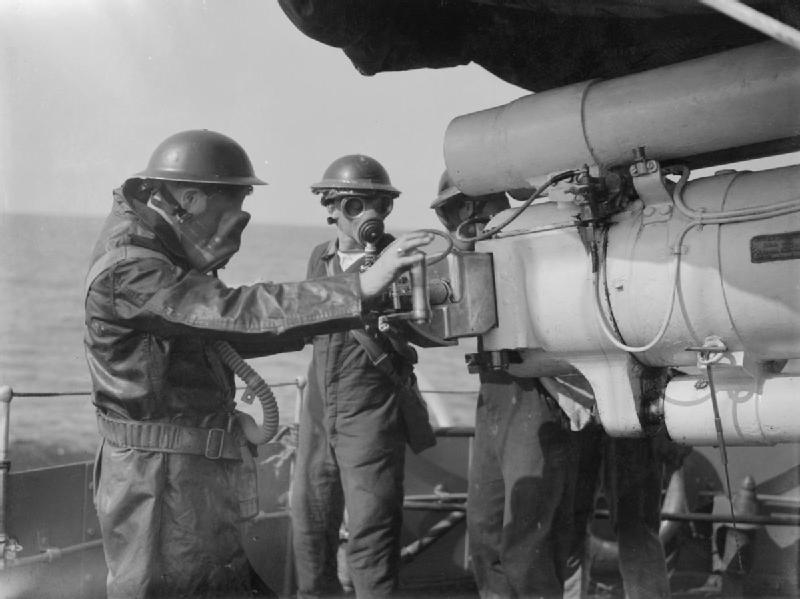
Artilleurs sur le destroyer, septembre 1940.

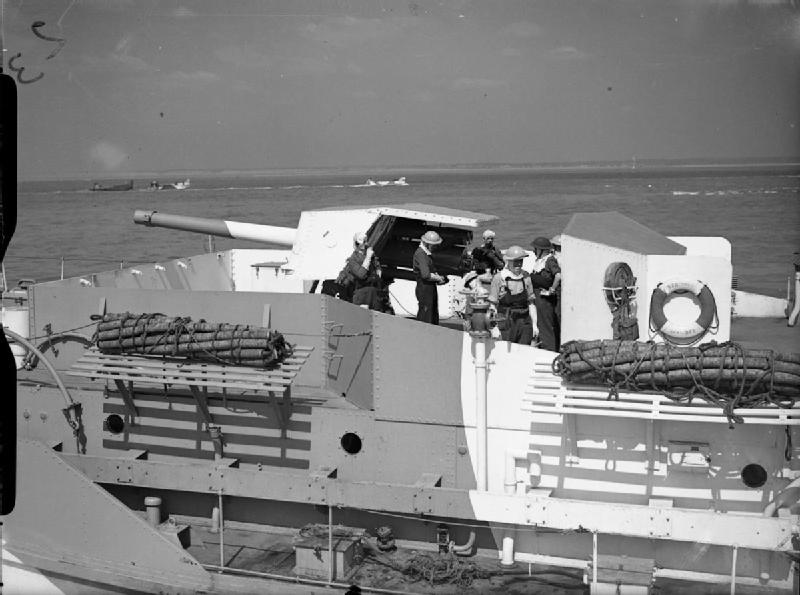
Sur un Landing Craft Gun (L), se préparant à l'invasion de la Normandie, 1944

Le canon Mk I, de type canon à fil d’acier (wire-wound en anglais) construction métallique enroulée. La charge était conditionnée en gargousse. Il entra en service à partir de 1918 sur les destroyers conducteurs de flottille de type Admiralty (classe Scott) et Thornycroft (classe Shakespeare). Certains connurent la Première Guerre mondiale, mais la plupart entrèrent en service après la fin de la guerre.
Il fut également installé sur:
- les destroyers conducteurs de flottille de la classe Faulknor, lors de la modernisation de leur armement en 1918
- les destroyers de la classe Thornycroft et Amirauty modifiés pour donner la classe W, qui furent achevés en 1919-1920
- les destroyers prototypes HMS Ambuscade et HMS Amazon commandés en 1926 et 1927

Le canon Mk II était un canon monobloc (c'est-à-dire que le fût du canon était une pièce unique, typique des petits et moyens canons de la Seconde Guerre mondiale) ayant des performances similaires, introduit durant la Seconde Guerre mondiale pour remplacer les canons Mk I usés sur les navires survivants.
Ce furent les seuls canons de 4,7 pouces de type BL (chargement par la culasse) admis au service dans la Marine britannique, tous les autres furent du type QF (tir rapide). Ils furent remplacés sur les nouveaux destroyers à partir de 1930 par le canon de 4,7 pouces QF Mark IX.

## Munition

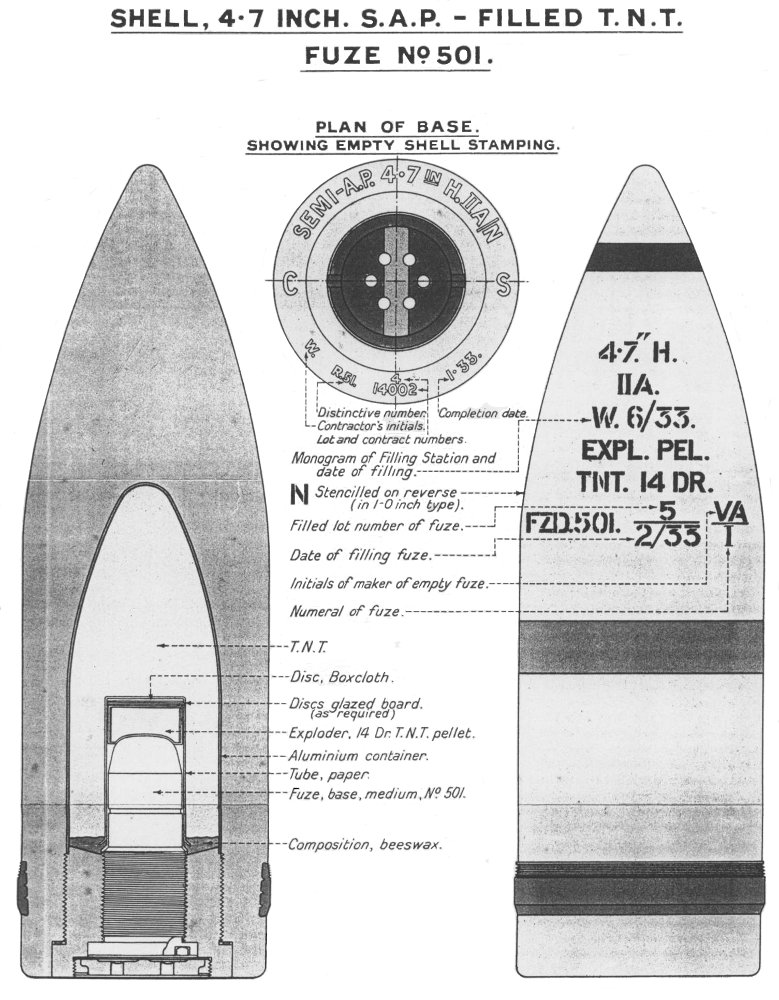
Obus semi blindé Mk IIA, 1933.

### Armes ayant un rôle, des performances et d'époque comparables
- Canon de marine de 120 mm 45 calibres Type 3, équivalent japonais